# Euryglossina semipurpurea
Euryglossina semipurpurea är en biart som först beskrevs av Cockerell 1910.  Euryglossina semipurpurea ingår i släktet Euryglossina och familjen korttungebin. Inga underarter finns listade i Catalogue of Life.